# Hreljin vára
Hreljin vára (horvátul: Gradina Hreljin), várrom Horvátországban, a Bakarhoz tartozó Hreljin falu határában.

## Fekvése
A vár romjai a falutól délre emelkedő magaslat tetején, a helyi temető közelében találhatók.

## Története
Hreljin egykor egyike volt a római Liburnia hét liburn várának. Építésének ideje nem ismert, de néphagyomány úgy tartja, hogy Hrelja (Herkul) várát Görögországból érkezett népesség építette. A vár körül megtalálták a római település maradványait, a közeli Bakaracnál egy római mérföldkövet és Plasénál néhány római pénzérmét is találtak. 1225-ben II. András király Hreljint a vegliai grófoknak, a Frangepánok őseinek adományozta. 1403-ban Frangepán Miklós idejében Hreljint olyan városként említik, melynek négy papja is volt. 1550-től Hreljin ura Zrínyi Miklós volt, a birtokot testvére György igazgatta. 1649-ben a tengermelléki birtokokkal együtt Zrínyi Péteré lett. 1670-ben Zrínyi elfogása után a császári hadak kifosztották Hreljint, de az utolsó Zrínyi, Ádám gróf visszakapta. A család fiági kihalása után 1691-től kamarai birtok volt. Jelentősége megszűnésével elhagyták, azóta pusztul.

## A vár mai állapota
Hreljin ősi vára a mai Gradina területén található. Tekintélyes falait két torony erősítette és két bejárata volt. A védőfalak északnyugati és délnyugati végén egy, a Bakari-öböl felé néző kerek védőtorony állt. A falak vonalát ezen az oldalon egy négy saroktornyos kisebb kastély zárta le, mely valószínűleg az egykori erődített település legősibb része volt. A domb legmagasabb pontján állt maga a vár, melynek maradványai máig jó állapotban maradtak fenn.